# Magnolia dandyi
Magnolia dandyi Gagnep., es una especie de pequeño árbol perteneciente a la familia Magnoliaceae. 

## Distribución y hábitat
Se encuentra en China (Guangxi, Jiangxi y Yunnan). Está tratada en peligro de extinción por pérdida de hábitat. 
Crece en  los bosques de frondosas perennes en altura de entre 450 y 1500 m s. n. m.

## Taxonomía
Magnolia dandyi fue descrito por François Gagnepain y publicado en Notulae Systematicae. Herbier du Museum de Paris 8(1): 63–64. 1939.
Etimología
Magnolia: nombre genérico otorgado en honor de Pierre Magnol, botánico de Montpellier (Francia).
dandyi: epíteto otorgado en honor del botánico inglés James Edgar Dandy.
Sinonimia
- Manglietia dandyi (Gagnep.) Dandy in S.Nilsson (1974).
- Manglietia megaphylla Hu & W.C.Cheng (1951).
- Manglietia sinoconifera F.N.Wei (1993).
- Magnolia megaphylla (Hu & W.C.Cheng) V.S.Kumar (2006).[3][4]